# Edouard Saouma

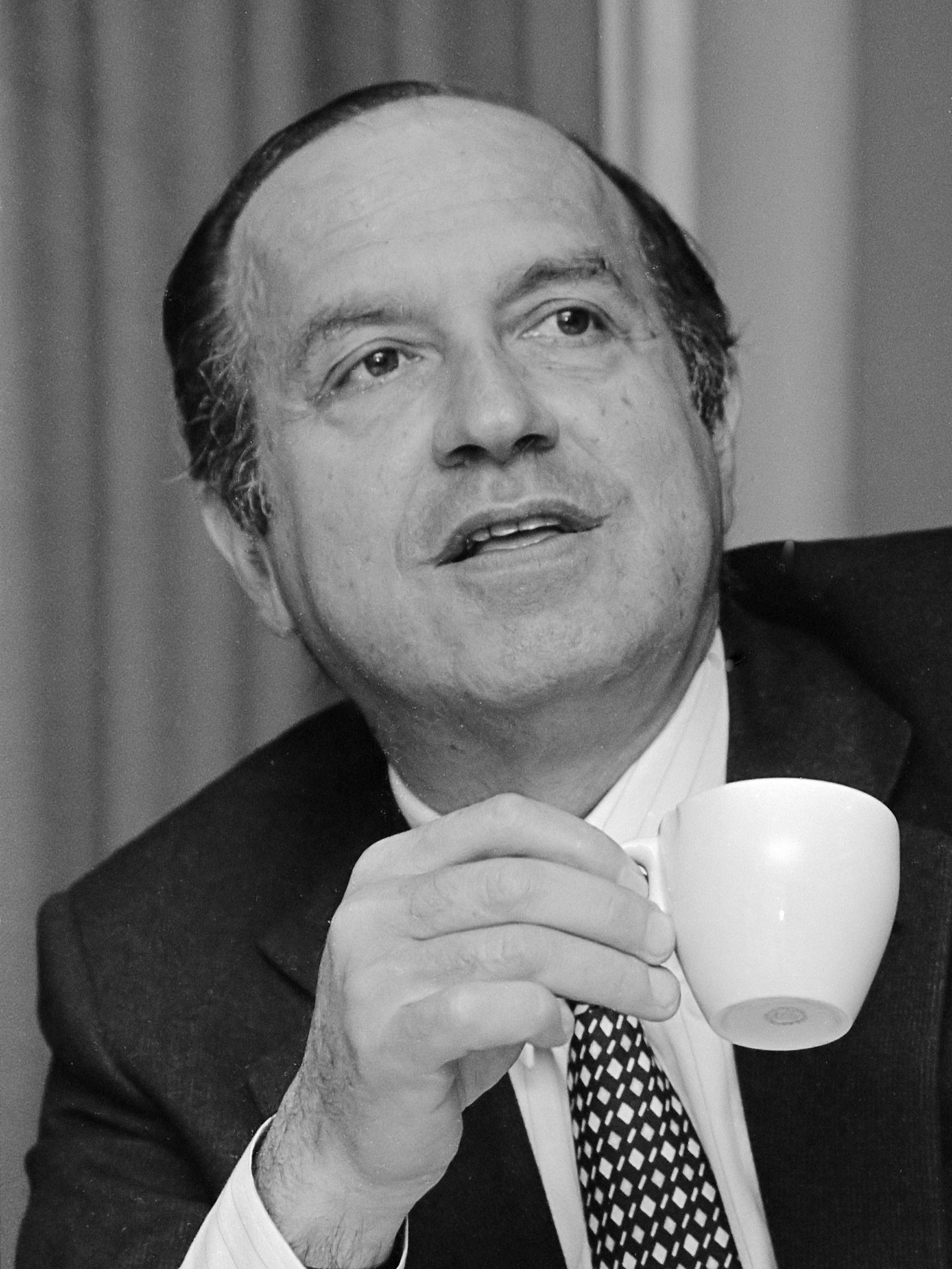
Edouard Saouma (1980)

Edouard Victor Saouma (* 6. November 1926 in Beirut; † 1. Dezember 2012 ebenda) war ein libanesischer Beamter, der von 1976 bis 1993 drei aufeinanderfolgende Amtszeiten lang Generaldirektor der Ernährungs- und Landwirtschaftsorganisation der Vereinten Nationen (FAO) war.

## Leben
Nach Abschluss seines Studiums an der École Nationale d’Agriculture de Montpellier 1952 war Saouma Direktor des Agriculture Experimental Center in der libanesischen Bekaa-Ebene bis 1962 sowie anschließend drei Jahre stellvertretender Regionalvertreter der FAO für Asien und den Fernen Osten. Von 1965 an war Saouma Direktor der Abteilung für Land- und Wasserentwicklung der FAO, bis er 1975 schließlich Generaldirektor der FAO wurde. Die Länder, die Saouma bei den Wahlen 1987 ablösen wollten, stimmten ihre Strategie in geheimen Treffen der so genannten Camberley-Gruppe ab, benannt nach der englischen Stadt, in der das erste Treffen stattfand. Die ursprünglichen Mitglieder der Gruppe waren Australien, das Vereinigte Königreich, Kanada, Dänemark, Finnland, Westdeutschland, Japan, die Niederlande, Norwegen, Schweden und die Schweiz. Die Vereinigten Staaten wurden zunächst ausgeschlossen, weil ihre Botschafterin Millicent Fenwick, ein ehemaliges Mitglied des Kongresses, Saouma stark unterstützte. Diese Bemühungen erwiesen sich jedoch als vergeblich, da Saouma wiedergewählt wurde.
Saoumas Amtszeit bei der FAO war durch sein Engagement und seine Unterstützung für die Länder der Dritten Welt, seine Unabhängigkeit von den großen Geberländern, den USA, Kanada und Australien, und seine zahlreichen Initiativen gekennzeichnet. Viele Lebensmittelexperten sind jedoch der Meinung, dass Saouma erfolgreicher war, als er es sonst vielleicht gewesen wäre, wenn es darum ging, die Organisation mit dem Kampf gegen den weltweiten Hunger zu identifizieren.
Saoumas umstrittene Führung wurde in einer nicht klassifizierten Nachricht des Außenministeriums an die amerikanischen diplomatischen Vertretungen bewertet, in der es über Saouma hieß: „Er hat die Organisation hervorragend geleitet und die interne Programmdisziplin aufrechterhalten. Er hat die Fähigkeit der F.A.O., technische Hilfe zu leisten, erhöht und ihr Frühwarnsystem gestärkt. Unter seiner Führung hat die F.A.O. den Anteil ihres Budgets, der für Verwaltungsausgaben aufgewendet wird, stetig verringert.“
Unter Saoumas Führung verlor die FAO jedoch einen beträchtlichen Teil der Unterstützung durch das Entwicklungsprogramm der Vereinten Nationen (UNDP) und durch mehrere Industrienationen. Dies war darauf zurückzuführen, dass Saouma die FAO-Ländervertreter aus den weltweiten UNDP-Büros abzog und eigene FAO-Büros einrichtete. Das Entwicklungsprogramm reagierte darauf, indem es seine eigenen Landwirtschaftsprojekte durchführte, anstatt deren Durchführung durch die FAO zu finanzieren. Saouma erlaubte der Fischereiabteilung der FAO auch, ihre Bemühungen und ihre Öffentlichkeitsarbeit auf die Förderung und Unterstützung der 200 Meilen weit reichenden ausschließlichen Wirtschaftszonen der Küstenstaaten zu konzentrieren. Dies führte zum Ausschluss oder zur Erhöhung der Betriebskosten der großen Fernfischereiflotten, die in der Regel den Industrienationen und den wichtigsten FAO-Gebern gehörten. Die Folge war eine erhebliche Kürzung der von den Gebern finanzierten FAO-Fischereiprojekte. Schließlich erhöhte Saouma die Zahl der Fachkräfte aus Entwicklungsländern auf Kosten von Fachleuten aus Industrieländern beträchtlich, was zu einer gewissen Verschlechterung des allgemeinen Niveaus von Erfahrung und Fachwissen der FAO führte.
In Anerkennung seiner entscheidenden Rolle stiftete die FAO-Konferenz im November 1993 den Edouard-Saouma-Preis.

## Auszeichnungen
- Grande Croix de l’ordre National du Cedre,  Libanon
- Prix Said Akl,  Libanon
- Chevalier Mérite Agricole,  Frankreich
- Commandeur de la Légion d’Honneur,  Frankreich
- Cavaliere di Gran Croce,  Italien
- Grand Officier de l’Ordre National,  Tschad
- Grand Officier de l’ordre du Volta,  Ghana
- Grand-Croix de l’Ordre National de la Haute Volta,  Burkina Faso
- Grande Croix Merite Agricole,  Spanien
- Knight Commander of the Order of Merit,  Griechenland
- Orden del Merito Agricola,  Kolumbien
- Gran Cruz de la Orden Nacional al Mento,  Kolumbien
- Gran Official de Orden de Vasco Nuiiez de Balboa,  Panama
- Orden al Merito Agricola,  Peru
- Order of Merit,  Ägypten
- Ordre du Merite,  Mauretanien
- Grand Officier de l’Ordre de la Republique,  Tunesien
- Grand Officier de l’Ordre National,  Madagaskar
- Rio-Branco-Orden,  Brasilien
- Banda Aquila Azteca,  Mexiko
- Grande Croix Andres Bello,  Venezuela